# Antonella Sudasassi Furniss
Antonella Sudassasi Furnis (San José, Costa Rica, 1 de agosto de 1986) es una directora de cine costarricense de origen italiano. Es licenciada en Comunicación por la Universidad de Costa Rica, con especialización por la fotografía y el diseño.  
En 2015 inició el proyecto El despertar de las hormigas, con el objetivo de explorar el mundo de la sexualidad en las distintas etapas de la vida de las mujeres y cuestiona su papel tradicional.  
Estrenó el corto La niñez (2016), que ganó el premio al mejor Cortometraje Centroamericano en el Festival Ícaro de 2018. En 2017 participó en el premio Talentos del Festival Internacional de Cine de Berlín y en 2019 envió El despertar de las hormigas a la sección Foro de la Berlinale, en la que fue nominada a la mejor ópera prima.  Ganó el Kikito de Oro en el Festival de Cine de Gramado y participó en el Festival de Málaga y en los XXXIV Premios Goya.  «Con El despertar de las hormigas quise reflexionar sobre esas pequeñas acciones que día a día nos van enseñando a complacer, servir, atender, estar casadas, ser madres, ser para los demás; enseñanzas y exigencias heredadas que no surgen de la mala intención, sino de la costumbre», señala la directora.
Memorias de un cuerpo que arde analiza las vidas de tres mujeres, mezclando documental, ficción y reconstrucción. Mientras tres mujeres cuentan su historia de fondo, las actrices encarnan a las mujeres. Malas y buenas experiencias, sentimientos románticos, deseo sexual, opresión, vergüenza y abuso en distintas edades son el eje común. La liberación solo llega a una edad percibida positivamente. En la película explora la sexualidad, pero también la violencia contra las mujeres. Pasó dos años escribiendo el guion de la película.

## Filmografía
- Descartable, 2009
- De cómo para Cecilia el rojo dejó de ser fuego, 2009
- El despertar de las hormigas: La niñez, 2016, Costa Rica, 17 minutos
- El despertar de las hormigas, 2019
- Memorias de un cuerpo que arde, 2024 [7]

## Premios y reconocimientos
- La niñez (Mejor Cortometraje Centroamericano en el Festival Ícaro, 2018)[1]

- Premio Platino al Cine y Educación en Valores por El despertar de las hormigas.[8]
- Premio del Jurado en el Festival de Seattle por El despertar de las hormigas[4]

- Premio Panorama del Público en el Festival Internacional de Cine de Berlín por Memorias de un cuerpo que arde [9]